# Dječja pjesma Eurovizije
Dječja pjesma Eurovizije (eng.: Junior Eurovision Song Contest, fr. Concours Eurovision de la Chanson Junior) je natjecanje namijenjeno djeci. Održava se od 2003., a natjecatelji moraju biti 15 ili manje godina stari. Osnovana je da se mlađima pruži prilika prije nego eventualno nastupe na Pjesmi Eurovizije (na istoj se nastupa sa 16 ili više navršenih godina).

## Dosadašnji pobjednici
| Godina | Datum        | Domaćin     | Pobjednik   | Pjesma                         | Izvođač             | Bodovi | Razmak | Drugoplasirani         |
| ------ | ------------ | ----------- | ----------- | ------------------------------ | ------------------- | ------ | ------ | ---------------------- |
| 2003.  | 15. studenog | Danska      | Hrvatska    | "Ti si moja prva ljubav"       | Dino Jelusić        | 134    | 9      | Španjolska             |
| 2004.  | 20. studenog | Norveška    | Španjolska  | "Antes Muerta que Sencilla"    | María Isabel        | 171    | 31     | Ujedinjeno Kraljevstvo |
| 2005.  | 26. studenog | Belgija     | Bjelorusija | "Mi vmeste" (Мы вместе)        | Ksenija Sitnik      | 149    | 3      | Španjolska             |
| 2006.  | 2. prosinca  | Rumunjska   | Rusija      | "Vesenij džaz" (Весенний джаз) | Sestre Tolmačeve    | 154    | 25     | Bjelorusija            |
| 2007.  | 8. prosinca  | Nizozemska  | Bjelorusija | "S druzjami" (С друзьями)      | Aleksej Žigalkovič  | 137    | 1      | Armenija               |
| 2008.  | 22. studenog | Cipar       | Gruzija     | "Bzz."                         | Bzikebi             | 154    | 19     | Ukrajina               |
| 2009.  | 21. studenog | Ukrajina    | Nizozemska  | "Click Clack"                  | Ralf Mackenbach     | 121    | 5      | Armenija Rusija        |
| 2010.  | 20. studenog | Bjelorusija | Armenija    | "Mama" (Մամա)                  | Vladimir Arzumanjan | 120    | 1      | Rusija                 |
| 2011.  | 3. prosinca  | Armenija    | Gruzija     | "Candy Music"                  | CANDY               | 108    | 5      | Nizozemska             |
| 2012.  | 1. prosinca  | Nizozemska  | Ukrajina    | "Nebo" (Небо)                  | Anastasija Petrik   | 138    | 35     | Gruzija                |
| 2013.  | 30. studenog | Ukrajina    | Malta       | "The Start"                    | Gaia Cauchi         | 130    | 9      | Ukrajina               |
| 2014.  | 15. studenog | Malta       | Italija     | "Tú Primo Grande Amore"        | Vincenzo Cantiello  | 159    | 12     | Bugarska               |
| 2015.  | 21. studenog | Bugarska    | Malta       | "Not My Soul"                  | Destiny Chukunyere  | 185    | 9      | Armenija               |
| 2016.  | 20. studenog | Malta       | Gruzija     | "Mzeo"                         | Mariam Mamadašvili  | 239    | 7      | Armenija               |
| 2017.  | 26. studenog | Gruzija     | Rusija      | "Wings"                        | Polina Bogusevič    | 188    | 3      | Gruzija                |
| 2018.  | 25. studenog | Bjelorusija | Poljska     | "Anyone I Want to Be"          | Roksana Węgiel      | 215    | 12     | Francuska              |
| 2019.  | 24. studenog | Poljska     | Poljska     | "Superhero"                    | Viki Gabor          | 278    | 51     | Kazahstan              |
| 2020.  | 29. studenog | Poljska     | Francuska   | "J'imagine"                    | Valentina           | 200    | 48     | Kazahstan              |
| 2021.  | 19. prosinca | Francuska   | Armenija    | "Qami Qami" (Քամի Քամի)        | Maléna              | 224    | 6      | Poljska                |
| 2022.  | 11. prosinca | Armenija    | Francuska   | "Oh Maman!"                    | Lissandro           | 203    | 23     | Armenija               |
| 2023.  | 26. studenog | Francuska   | Francuska   | "Cœur"                         | Zoé Clauzure        | 228    | 27     | Španjolska             |
| 2024.  | 16. studenog | Španjolska  | Gruzija     | "To My Mom"                    | Andria Putkaradze   | 239    | 26     | Portugal               |

## Zemlje koje sudjeluju
- Albanija (nastupi)
- Armenija (nastupi)
- Australija (nastupi)
- Azerbajdžan (nastupi)
- Belgija (nastupi)
- Bjelorusija (nastupi)
- Bugarska (nastupi)
- Cipar (nastupi)
- Crna Gora (nastupi)
- Danska (nastupi)
- Estonija (nastupi)
- Francuska (nastupi)
- Grčka (nastupi)
- Gruzija (nastupi)
- Hrvatska (nastupi)
- Irska (nastupi)
- Italija (nastupi)
- Izrael (nastupi)
- Kazahstan (nastupi)
- Latvija (nastupi)
- Litva (nastupi)
- Sjeverna Makedonija (nastupi)
- Malta (nastupi)
- Moldavija (nastupi)
- Nizozemska (nastupi)
- Njemačka (nastupi)
- Norveška (nastupi)
- Poljska (nastupi)
- Portugal (nastupi)
- Rumunjska (nastupi)
- Rusija (nastupi)
- San Marino (nastupi)
- Slovenija (nastupi)
- Srbija (nastupi)
- Španjolska (nastupi)
- Švedska (nastupi)
- Švicarska (nastupi)
- Ujedinjeno Kraljevstvo (nastupi)
- Ukrajina (nastupi)

### Bivši natjecatelji
- Srbija i Crna Gora (nastupi)

## Vanjske poveznice
- Službene stranice Dječje pjesme Eurovizije (engl.)

| Portal:Europa | Portal:Europa |

### Ostali projekti
|  | Zajednički poslužitelj ima još gradiva o temi Dječja pjesma Eurovizije |